# Технологический университет имени Шарифа
Технологический университет имени Шарифа (перс. دانشگاه صنعتی شریف‎) — государственное высшее учебное заведение в Иране, учебный и научно-исследовательский центр в области инженерии и физических наук. Одно из самых престижных технических учебных заведений Ирана. Расположен в городе Тегеран.

## Общие сведения
Основан в 1966 году Мохаммадом Али Моджтахеди, организатором науки и ректором Тегеранского политехнического института, по указу шаха Ирана Мохаммада Реза Пехлеви как Индустриальный университет «Ариямехр» по образу и подобию Массачусетского технологического института. В первый год существования университета на четырех факультетах — электроэнергетическом, металлургическом, механическом и химического машиностроения — обучались 412 студентов, отобранных по итогам всеиранского конкурса. Профессорско-преподавательский состав вуза состоял из 54 преподавателей.
В 1972 году Мохаммад Реза Пехлеви, бывший президентом университета с момента основания до 1979 году, назначил первого иранского выпускника МТИ, Сейида Хосейна Насра ректором вуза и поставил перед ним задачу превратить ИУ «Ариямехр» в «иранский МТИ».
В 1967—1971 годам к действующим факультетам Университета добавились физический, математический, экономики и управления промышленностью, химический и гражданского строительства.
В 1974 году открылся филиал Индустриального университета «Ариямехр» в Исфахане, который позже выделился из состава университета и стал самостоятельным Исфаханским технологическим университетом.
После Исламской революции в 1979 году Индустриальный университет «Ариямехр» был переименован в Тегеранский индустриальный университет, который в 1980 году получил имя Маджида Шарифа Вакефи — студента-революционера, убитого в 1975 году.
В настоящее время университет располагает двумя кампусами: Головной кампус находится в Тегеране, Международный кампус — на острове Киш в Персидском заливе.
В 2015—2016 учебном году в университете обучались более 9 000 студентов, в том числе 5 776 бакалавров, 4 726 магистров, 700 докторантов.

## Профессорско-преподавательский состав
По состоянию на 1 сентября 2015 года, профессорско-преподавательский состав Технологического университета им. Шарифа насчитывает более 450 преподавателей. В составе ППС Университета 168 профессоров, 115 доцентов, 153 ассистентов-профессоров.

## Деятельность

### Образовательная деятельность
По состоянию на июнь 2016 года основной учебный процесс в университете осуществляется на 14 факультетах:
1. Факультет нефтехимической инженерии.
2. Факультет гражданского строительства.
3. Физический факультет.
4. Химический факультет.
5. Факультет математических наук.
6. Факультет электроинженерии.
7. Факультет материаловедения и инженерии.
8. Факультет авиационно-космической инженерии.
9. Факультет компьютерной инженерии.
10. Факультет электротехники.
11. Факультет машиностроения.
12. Факультет промышленной инженерии.
13. Факультет управления и экономики.
14. Факультет философии науки.

Структура факультетов в целом соответствует основным направлениям образовательной деятельности Университета.

### Научно-исследовательская деятельность
Технологический университет им. Шарифа имеет 15 научно-исследовательских центров.
1. НИЦ передовых коммуникационных технологий.
2. НИЦ информационно-коммуникационных технологий (AICTC).
3. Обсерватория «Альборз» для наблюдения гамма-излучения и космических лучей.
4. НИЦ биохимии и биоэкологии.
5. Центр мониторинга состояния (CMC).
6. Центр предпринимательства.
7. НИЦ экономики промышленности.
8. НИЦ электроники.
9. НИЦ энергетических технологий.
10. НИЦ экологии.
11. НИЦ промышленных систем.
12. НИИ нанотехнологий.
13. НИИ транспорта.
14. НИЦ прикладной физики им. Шарифа
15. НИЦ океанологии и водных ресурсов.

Университет имеет огромный авторитет в Иране в области исследований прикладных и фундаментальных наук. В последние несколько лет университет занимает первые места в стране по объемам вкладываемых в исследования средств, получаемых грантов и премий, а также изданию научных работ и диссертаций.

## Библиотека
Библиотека университета обладает богатейшим среди библиотек других ВУЗов фондом инженерно-технической литературы. Была открыта в 1965 году, одновременно с началом работы университета. Центральная библиотека выполняет важнейшую задачу по укомплектованию книг, журналов, отчетов и других научных источников, обслуживает посетителей, а также включает в себя 9 других специализированных библиотек-филиалов.

## Рейтинг Технологического университета им. Шарифа
Academic Ranking of World Universities

2015: 401-500 ("Компьютерные науки": 101-150)

Times Higher Education

2016-2017: 501-600

2015-2016: 401-500

2014-2015: 301-350

2013-2014: 251-275

2012-2013: 301-350

2011-2012: 301-350
U.S.News

2017: 405

2016: 435

2015: 377